# Guglielmo Scheibmeier
Guglielmo Scheibmeier (26 de mayo de 1924) es un deportista italiano que compitió en bobsleigh. Ganó una medalla de oro en el Campeonato Mundial de Bobsleigh de 1954, en la prueba doble.

## Palmarés internacional
| Campeonato Mundial | Campeonato Mundial         | Campeonato Mundial | Campeonato Mundial |
| Año                | Lugar                      | Medalla            | Prueba             |
| ------------------ | -------------------------- | ------------------ | ------------------ |
| 1954               | Cortina d'Ampezzo (Italia) | Medalla de oro     | Doble              |